# Schloss Dürkheim
Das Dürkheimer Schloss war ein barockes Schlossgebäude der Grafen bzw. Fürsten von Leiningen, in der rheinland-pfälzischen Kreisstadt Bad Dürkheim. Bis auf geringe Reste ist es verschwunden, an seinem Platz stehen heute das Kurhaus und das Kurpark-Hotel.

## Geschichte

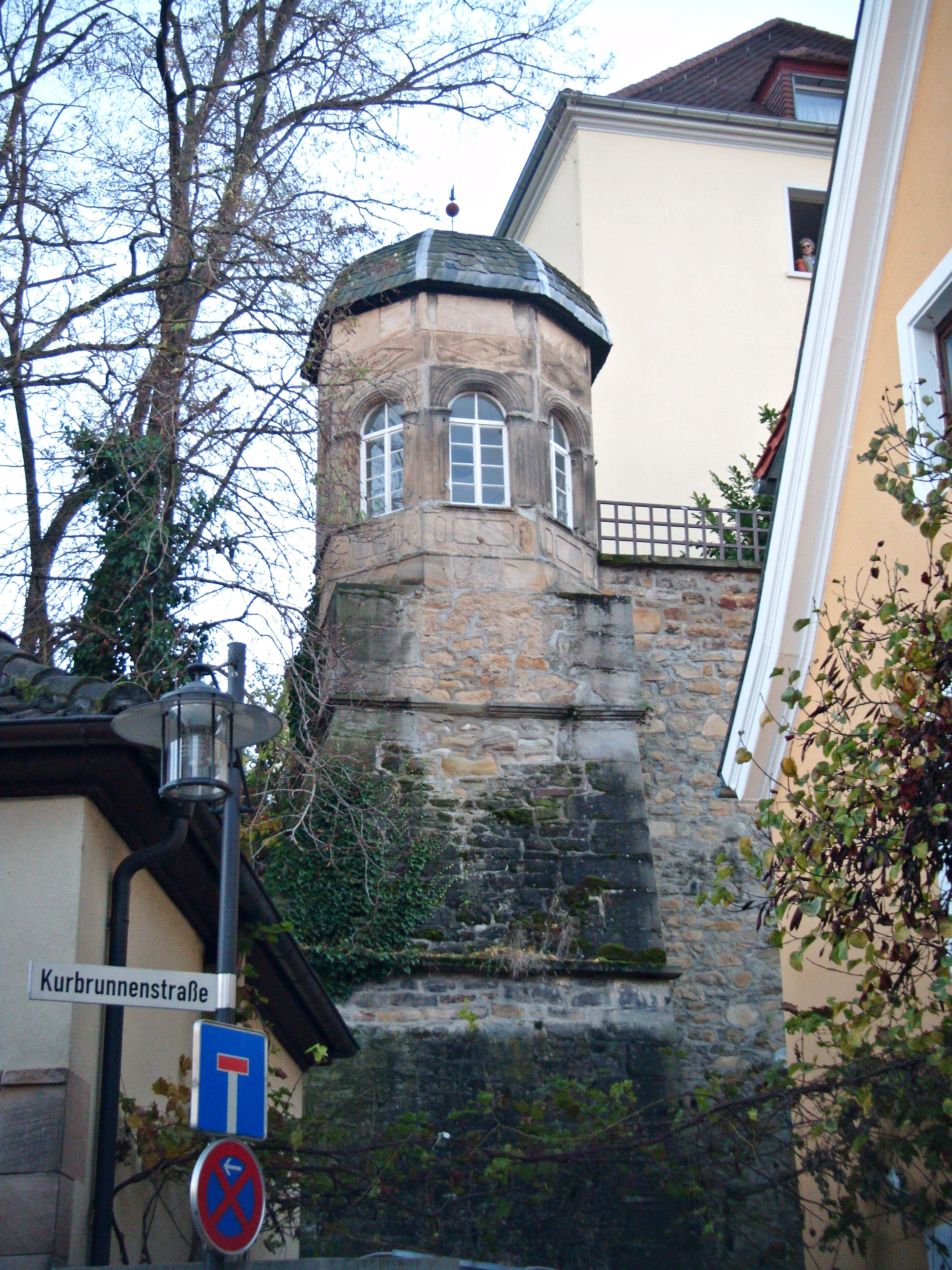
Aussichtspavillon auf der Nordmauer des ehemaligen Schlosses, dahinter Kurparkhotel

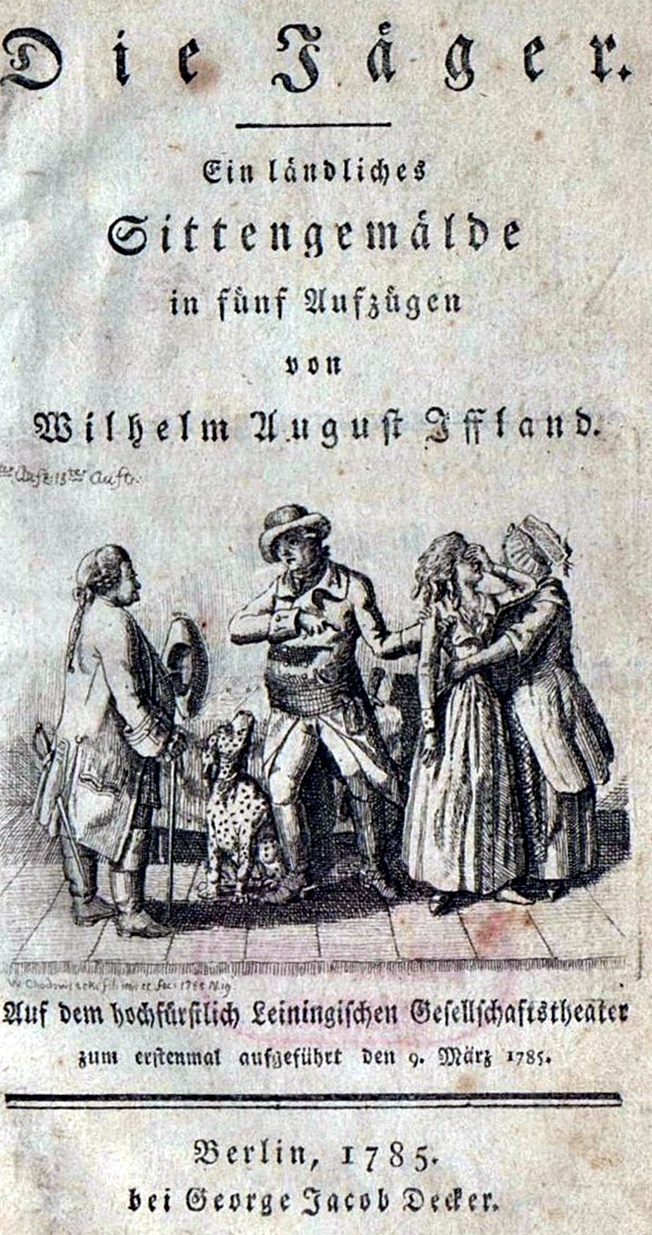
August Wilhelm Iffland, Text-Titelblatt zur Uraufführung von "Die Jäger", im Schloßtheater Bad Dürkheim, 1785

Von 1560 bis 1725 war die Hardenburg Hauptresidenz der Grafen von Leiningen-Dagsburg-Hardenburg.  1725 verlegten sie ihren Wohnsitz in das zentraler gelegene Städtchen Dürkheim, das dadurch auch wirtschaftlich an Bedeutung gewann und zur Hauptstadt der Grafschaft wurde. Zu diesem Zweck ließ der regierende Graf Friedrich Magnus von Leiningen-Dagsburg-Hardenburg (1703–1756) ab ca. 1720 an der nordöstlichen Ecke von Bad Dürkheim, auf einer Kuppe, das barocke Schloss Dürkheim als Residenz erbauen. Nördlich bezog er die mittelalterliche Stadtmauer als Außenbegrenzung des Schlossareals in den Bau mit ein. Ab 1739 verlängerte bzw. erhöhte er diese Mauer und legte zwischen ihr und dem Schloss einen Garten an, auf dem heute die Gebäude und der Parkplatz des Kurparkhotels angesiedelt sind. Bei dieser Gelegenheit ließ Graf Friedrich Magnus in der besagten Mauer eine lateinische Erbauerinschrift anbringen, welche sich erhalten hat. An der Nordostecke entstand vermutlich gleichzeitig der auf die Mauer aufgesetzte Gartenpavillon mit Glockendach, heute der letzte  Gebäuderest des Schlosses.
Der Sohn und Nachfolger Carl Friedrich Wilhelm, ab 1779 der 1. Fürst zu Leiningen, ließ Seitenflügel am Schloss erbauen und ab 1762 östlich einen großen Garten bzw. Park anlegen, das heutige Kurgarten- und Kurparkareal. Um 1780 richtete er einen Schlossflügel als öffentliches Theater ein, welches die Bürger unentgeltlich besuchen konnten. Organisiert und betreut wurde es von dem im nahen Mannheim tätigen August Wilhelm Iffland, der hier zuweilen die Uraufführungen seiner Werke vornahm; etwa am 9. März 1785 jene des Schauspiels „Die Jäger“. Unter Ifflands persönlicher Regie spielte dabei der spätere Fürst Emich Carl zu Leiningen (1763–1814), Sohn des Theaterbetreibers, eine der Hauptrollen, ebenso wie sein Verwandter Heinrich Ernst Ludwig von Leiningen-Westerburg-Neuleiningen (1752–1799) aus Grünstadt.
Im August 1792 hielt sich der aus dem revolutionären Frankreich geflüchtete Prinz de Condé, mit seinem Gefolge, im Dürkheimer Schloss auf. Im September des Jahres hatte der französische General Adam-Philippe de Custine hier sein Hauptquartier. Seine Truppen wurden im April 1793 von den Preußen vertrieben, die ebenfalls ihr Hauptquartier im Schloss Dürkheim aufschlugen und bis Ende des Jahres blieben. In dieser Periode weilten hier mehrfach der preußische König  Friedrich Wilhelm II. und sein Sohn, der spätere König Friedrich Wilhelm III.
Am 31. Januar 1794 brannten die zurückgekommenen Franzosen Schloss Dürkheim nieder und verboten jegliche Löscharbeiten. Da die Gebiete auf dem linken Rheinufer dauerhaft an Frankreich fielen, konnten die Leininger nicht zurückkehren und das Schloss wurde nicht mehr aufgebaut. Nachdem Bad Dürkheim ab 1816 zum Königreich Bayern gehörte errichtete man an seiner Stelle, 1822 bis 1826, nach Plänen von Johann Bernhard Spatz (1782–1840), das heutige Kurhaus, als Rat- und Stadthaus. An seiner Südseite erinnert eine Inschrift an das Dürkheimer Schloss und seine Zerstörung.

## Baubestand
Laut einer erhaltenen Zeichnung handelte es sich um einen langgestreckten zweigeschossigen Schlossbau mit 23 Fensterachsen sowie erhöhtem Mittelrisalit mit Dreiecksgiebel. Rechts und links waren nachträglich Seitenflügel angebaut worden, die nach 1779 nochmals erweitert wurden. Diese und der Mittelteil des Zentralbaues besaßen Mansarddächer. Nördlich des Schlosses begrenzte die steil abfallende, ehemalige Stadtmauer das Gelände. Auf sie war der noch erhaltene Aussichtspavillon aufgesetzt.  Östlich vom Schloss befand sich ein großer, parkartiger Garten, 1762 im englischen Stil gestaltet, der auch eine Orangerie mit Treibhaus enthielt. Es ist das Gebiet des heutigen Kurparks. Dort führte von Osten her eine breite, ansteigende Allee auf das Schloss zu. Vom Schloss stehen noch der erwähnte Gartenpavillon und die erhöhte Stadtmauer mit barocker Bauinschrift. Im Kurpark befindet sich eine Puttogruppe, die wohl zum Bestand des Schlossparks gehörte. Vor dem Weingut Fitz-Ritter, Weinstraße Nord 51, in Bad Dürkheim, steht ein rundes, barockes Wachhäuschen aus Sandstein, das einst von der nahen Schlossruine dorthin transferiert wurde. Ein weiteres, gleichartiges ist im Leininger Lehnshof in Herxheim am Berg aufgestellt; auch es stammt vom Dürkheimer Schloss.

## Galerie

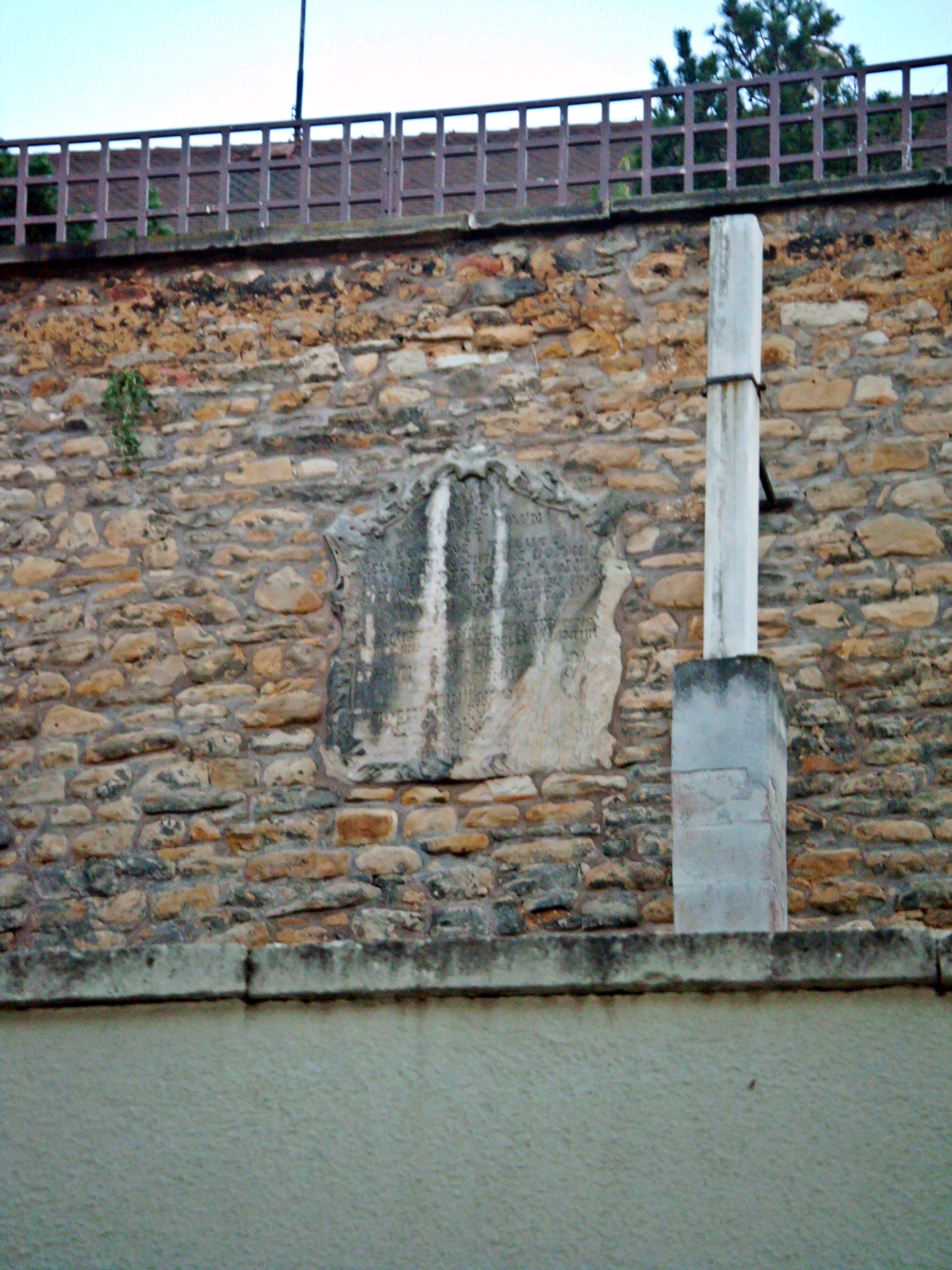
Nördliche Begrenzungsmauer des Schlossbereichs mit barocker Bauinschrift, unterhalb des heutigen Kurparkhotels
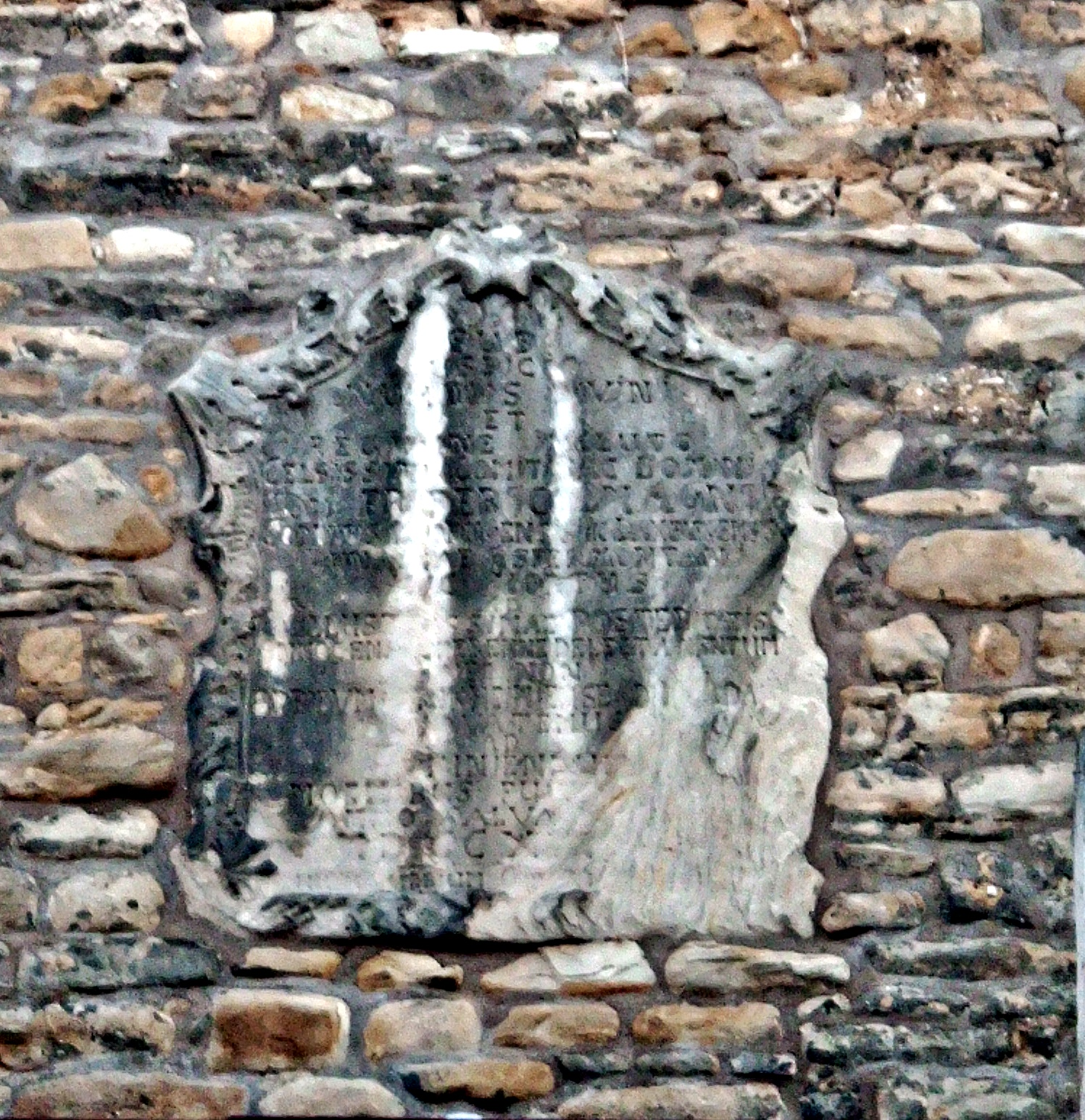
Barocke Bauinschrift an der ehemaligen Schlossmauer
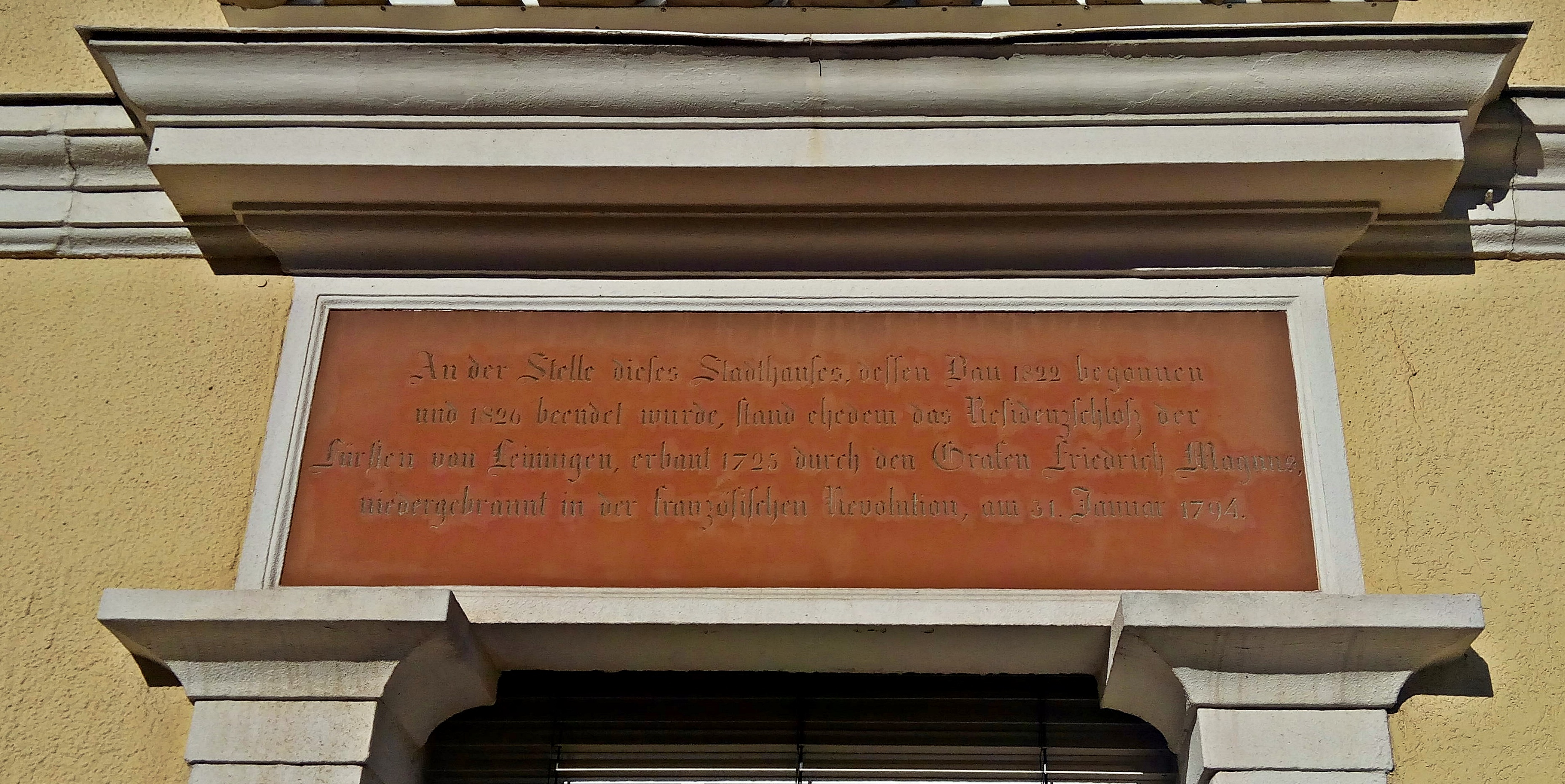
Erinnerungsinschrift am Kurhaus Bad Dürkheim
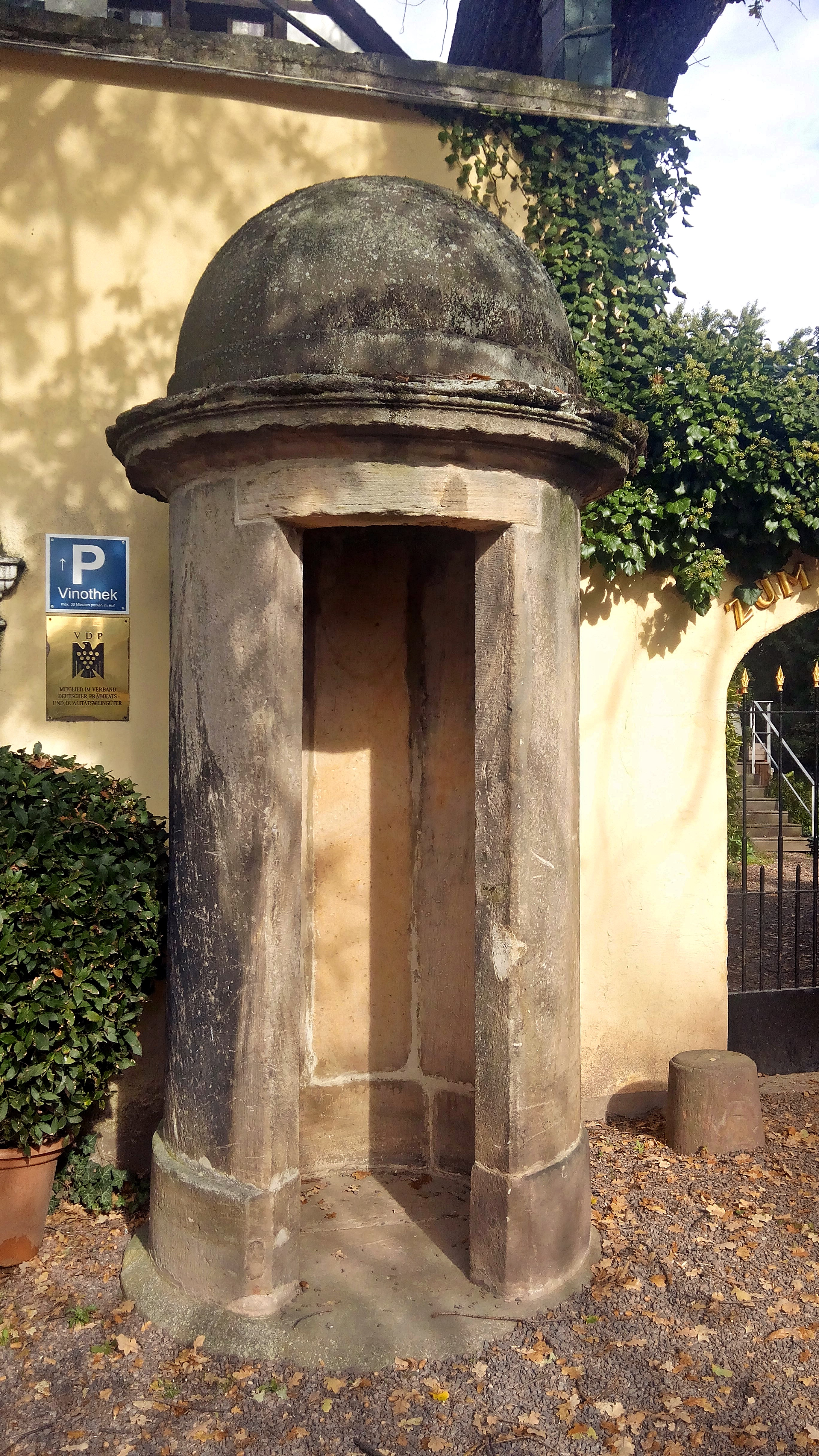
Bad Dürkheim, Weingut Fitz-Ritter, Wachhäuschen vom Schloss Dürkheim
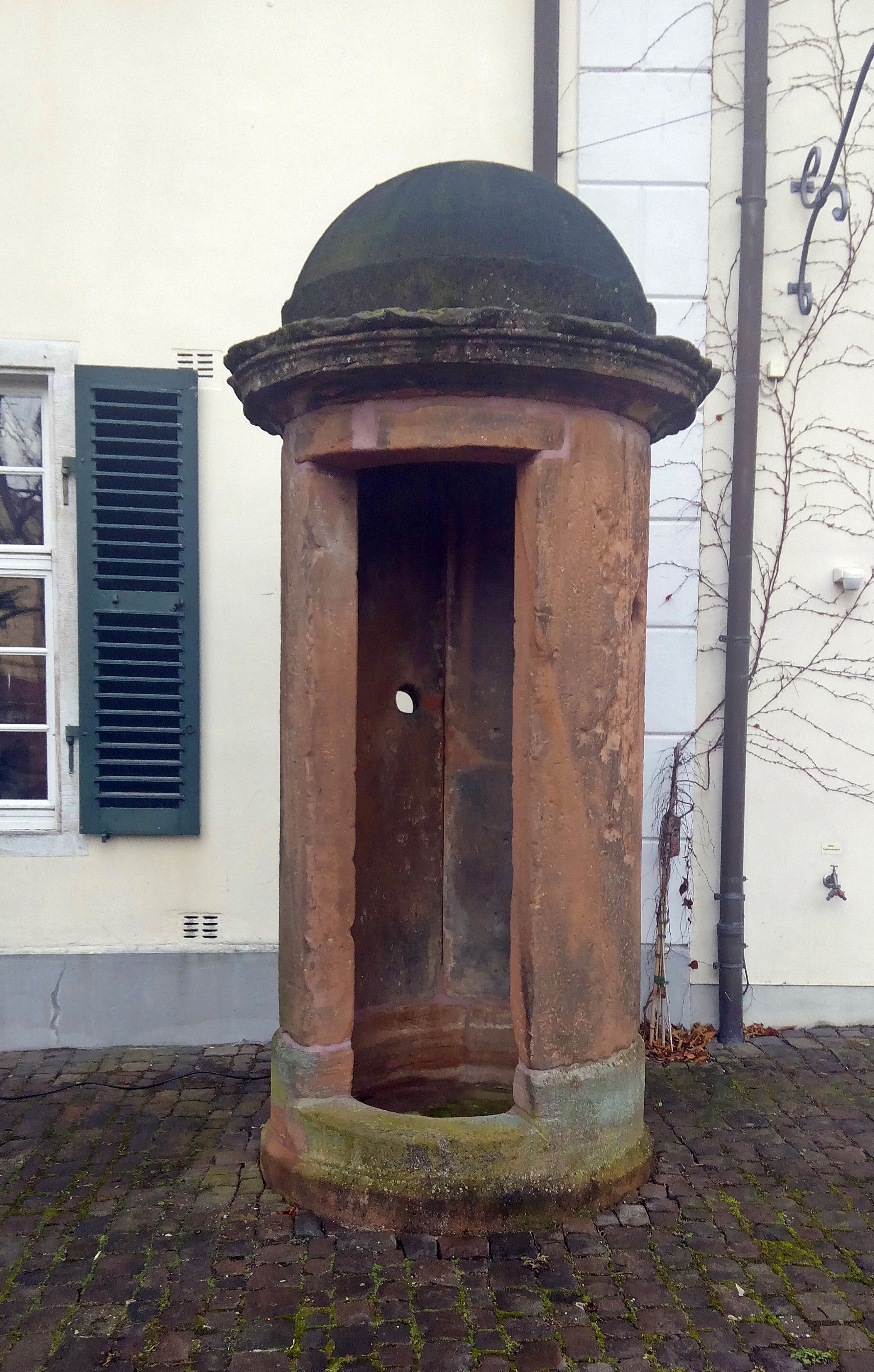
Herxheim am Berg, vom Dürkheimer Schloss stammendes Wachhäuschen vor dem Leininger Lehnshof
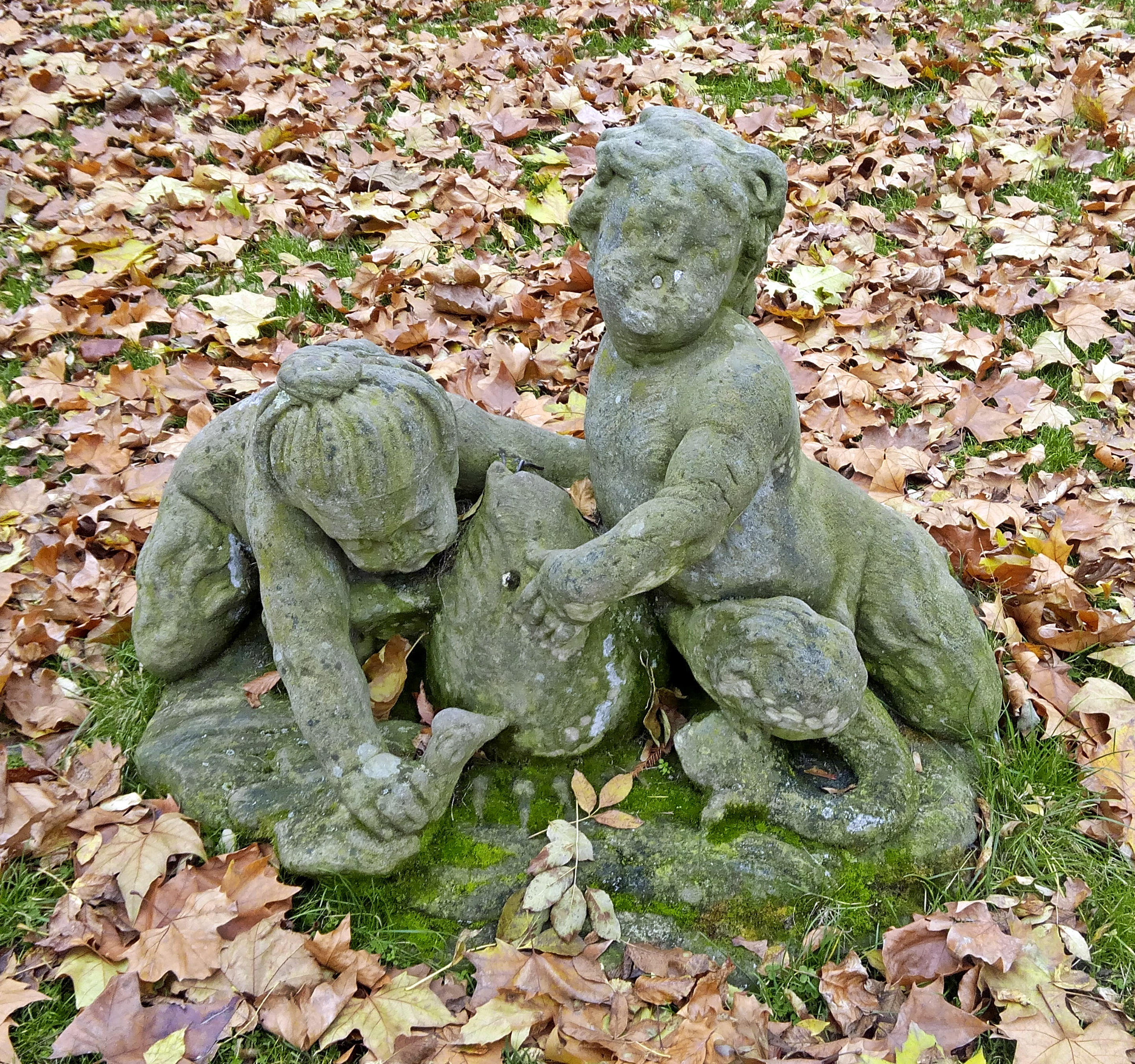
Barocke Puttogruppe im Kurpark